# Reprezentacja Niemiec na Mistrzostwach Świata w Narciarstwie Klasycznym 2009
Reprezentacja Niemiec na Mistrzostwach Świata w Narciarstwie Klasycznym 2009 liczyła 27 sportowców. Reprezentacja ta zdobyła 8 srebrnych medali i 1 brązowy, dzięki czemu zajęła 10. miejsce w klasyfikacji medalowej.

## Medale

### Złote medale
Brak

### Srebrne medale
- Biegi narciarskie mężczyzn, sprint drużynowy techniką klasyczną: Tobias Angerer, Axel Teichmann
- Biegi narciarskie mężczyzn, sztafeta 4 × 10 km: Jens Filbrich, Tobias Angerer, Franz Göring, Axel Teichmann
- Biegi narciarskie kobiet, sztafeta 4 × 5 km: Katrin Zeller, Evi Sachenbacher-Stehle, Miriam Gössner, Claudia Nystad
- Kombinacja norweska, gundersen hs 134 / 10 km: Björn Kircheisen
- Kombinacja norweska, hs 100 / 10 km ze startu masowego: Tino Edelmann
- Kombinacja norweska, hs 134 / 4 × 5 km techniką dowolną: Ronny Ackermann, Eric Frenzel, Björn Kircheisen, Tino Edelmann
- Skoki narciarskie mężczyzn, duża skocznia indywidualnie: Martin Schmitt
- Skoki narciarskie kobiet, normalna skocznia indywidualnie: Ulrike Gräßler

### Brązowe medale
- Biegi narciarskie mężczyzn, 50 km techniką dowolną: Tobias Angerer

## Wyniki

### Biegi narciarskie mężczyzn
Sprint
- Franz Göring - 19. miejsce
- Josef Wenzl - 26. miejsce
- Tom Reichelt - 32. miejsce (odpadł w kwalifikacjach)

Sprint drużynowy
- Tobias Angerer, Axel Teichmann - 2. miejsce, srebrny medal

Bieg na 15 km
- Tobias Angerer - 9. miejsce
- Franz Göring - 11. miejsce
- Jens Filbrich - 13. miejsce
- Axel Teichmann - 38. miejsce

Bieg na 30 km
- Tobias Angerer - 7. miejsce
- Jens Filbrich - 10. miejsce
- Axel Teichmann - 30. miejsce
- Rene Sommerfeldt - 31. miejsce
- Tom Reichelt - 39. miejsce

Bieg na 50 km
- Tobias Angerer - 3. miejsce, brązowy medal
- Rene Sommerfeldt - 6. miejsce
- Tom Reichelt - 24. miejsce

Sztafeta 4 × 10 km
- Jens Filbrich, Tobias Angerer, Franz Göring, Axel Teichmann - 2. miejsce, srebrny medal

### Biegi narciarskie kobiet
Sprint
- Nicole Fessel - 16. miejsce
- Claudia Nystad - 19. miejsce
- Miriam Gössner - 20. miejsce
- Manuela Henkel - 25. miejsce

Sprint drużynowy
- Katrin Zeller, Evi Sachenbacher-Stehle - 7. miejsce

Bieg na 10 km
- Katrin Zeller - 18. miejsce
- Stefanie Böhler - 32. miejsce

Bieg na 15 km
- Evi Sachenbacher-Stehle - 10. miejsce
- Katrin Zeller - 17. miejsce
- Claudia Nystad - nie ukończyła
- Stefanie Böhler - nie wystartowała

Bieg na 30 km
- Claudia Nystad - 23. miejsce
- Evi Sachenbacher-Stehle - nie wystartowała

Sztafeta 4 × 5 km
- Katrin Zeller, Evi Sachenbacher-Stehle, Miriam Gössner, Claudia Nystad - 2. miejsce, srebrny medal

### Kombinacja norweska
Gundersen HS 134 / 10 km
- Björn Kircheisen - 2. miejsce, srebrny medal
- Tino Edelmann - 7. miejsce
- Ronny Ackermann - 21. miejsce
- Eric Frenzel - 29. miejsce

Start masowy (10 km + 2 serie skoków na skoczni K90)
- Tino Edelmann - 2. miejsce, srebrny medal
- Eric Frenzel - 8. miejsce
- Ronny Ackermann - 19. miejsce
- Björn Kircheisen - 26. miejsce

Gundersen (1 seria skoków na skoczni K90 + 10 km)
- Sebastian Haseney - 7. miejsce
- Tino Edelmann - 9. miejsce
- Ronny Ackermann - 13. miejsce
- Eric Frenzel - 34. miejsce
- Björn Kircheisen - 45. miejsce

Kombinacja drużynowa
- Ronny Ackermann, Eric Frenzel, Björn Kircheisen, Tino Edelmann - 2. miejsce, srebrny medal

### Skoki narciarskie mężczyzn
Normalna skocznia indywidualnie HS 100
- Martin Schmitt - 5. miejsce
- Michael Uhrmann - 15. miejsce
- Michael Neumayer - 17. miejsce
- Stephan Hocke - 19. miejsce

Duża skocznia indywidualnie HS 134
- Martin Schmitt - 2. miejsce, srebrny medal
- Stephan Hocke - 12. miejsce
- Michael Uhrmann - 17. miejsce
- Michael Neumayer - 28. miejsce

Duża skocznia drużynowo HS 134
- Michael Neumayer, Stephan Hocke, Michael Uhrmann, Martin Schmitt - 10. miejsce

### Skoki narciarskie kobiet
Normalna skocznia indywidualnie HS 100
- Ulrike Gräßler - 2. miejsce, srebrny medal
- Magdalena Schnurr - 7. miejsce
- Anna Häfele - 8. miejsce
- Jenna Mohr - 15. miejsce